# Elliptische Isometrie
In der Mathematik sind elliptische Isometrien in der hyperbolischen Geometrie und allgemeiner in der Theorie der CAT(0)-Räume von Bedeutung.

## Definition
Es sei {\displaystyle X} ein vollständiger CAT(0)-Raum, zum Beispiel ein hyperbolischer Raum. Eine Isometrie
{\displaystyle f\colon X\to X}
ist eine elliptische Isometrie, wenn sie einen Fixpunkt hat, d. h. wenn es ein {\displaystyle x\in X} mit {\displaystyle f(x)=x} gibt.

## Beispiel
Sei {\displaystyle X={\mathbf {H} }^{2}=\left\{z\in \mathbb {C} \colon \operatorname {Im} (z)>0\right\}} das Halbebenenmodell der hyperbolischen Ebene und {\displaystyle f\colon X\to X} die durch
{\displaystyle f(z)={\frac {\cos(\phi )z+\sin(\phi )}{-\sin(\phi )z+\cos(\phi )}}}
gegebene Abbildung. Man kann überprüfen, dass {\displaystyle f} eine Isometrie ist und den Fixpunkt {\displaystyle z=i} hat. Es ist also eine elliptische Isometrie.
Allgemeiner können Isometrien der hyperbolischen Ebene durch Matrizen {\displaystyle A\in SL(2,\mathbb {R} )} und Isometrien des 3-dimensionalen hyperbolischen Raumes durch Matrizen {\displaystyle A\in SL(2,\mathbb {C} )} beschrieben werden. 
Eine durch {\displaystyle A\in SL(2,\mathbb {R} )} beschriebene Isometrie der hyperbolischen Ebene ist genau dann elliptisch, wenn für die Spur von {\displaystyle A} die Ungleichung
{\displaystyle -2<\operatorname {Sp} (A)<2}
gilt. Für eine durch {\displaystyle A\in SL(2,\mathbb {C} )} beschriebene elliptische Isometrie des hyperbolischen Raumes gilt notwendigerweise 
{\displaystyle \mid \operatorname {Sp} (A)\mid \leq 2} und {\displaystyle \operatorname {Sp} (A)\not \in \left\{-2,2\right\}}.

## Eigenschaften
Es sei {\displaystyle X} ein vollständiger CAT(0)-Raum und {\displaystyle f\colon X\to X} eine Isometrie.
- {\displaystyle f} ist genau dann elliptisch, wenn es einen beschränkten Orbit hat.[1]
- {\displaystyle f} ist genau dann elliptisch, wenn es ein {\displaystyle n>0} gibt, für das {\displaystyle f^{n}} elliptisch ist.[1]